# Inagaki Taruho

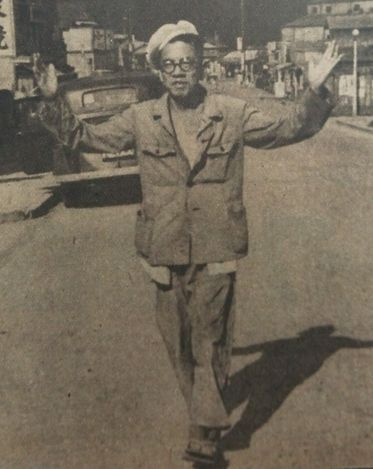
Inagaki Taruho

Inagaki Taruho (japanisch 稲垣 足穂; * 26. Dezember 1900 in Ōsaka; † 25. Oktober 1977) war ein japanischer Schriftsteller.
Nach Anfängen als Maler etablierte sich Inagaki 1923 mit dem Roman Issen inchibyō monogatari als Vertreter der modernen Literatur in Japan. Auf Grund seines Alkoholismus entstanden in den nächsten Jahren kaum nennenswerte literarische Werke. Erst nach dem Zweiten Weltkrieg trat er mit Werken wie Miroku und Karera hervor, in denen er sich mit der Homosexualität auseinandersetzte. Nach seiner Heirat und nach seinem Umzug nach Kyoto begann er regelmäßig für das Magazin „Sakka“ (作家) zu schreiben. Dort erschien sein kurzer Essay Tosotsu no jōshō, etwa Wiedergeburt im Tuṣita-Himmel. Es folgten zahlreiche Essays zur gleichen Thematik. Für Shōnen'ai no bigaku (Ästhetik der Päderastie) erhielt er 1969 den Großen Preis für japanische Literatur.

## Werke
- Issen inchibyō monogatari, 1923
- Miroku, 1946
- Karera, 1946–47
- Shōnen'ai no bigaku, 1969
- Hikōki yarōtachi, 1969
- Vanira to Manira ('La Vanille et la Manille'), 1969
- Raito kyōdai ni hajimaru, 1970
- Kinshoku no anus, 1972

## Quelle
- S. Noma (Hrsg.): Inagaki Taruho. In: Japan. An Illustrated Encyclopedia. Kodansha, 1993. ISBN 4-06-205938-X, S. 597.
- Louis Frédéric: Japan Encyclopedia. Harvard University Press, 2002, ISBN 0-674-00770-0, S. 385 (englisch, eingeschränkte Vorschau in der Google-Buchsuche – französisch: Japon, dictionnaire et civilisation. Übersetzt von Käthe Roth).

| Personendaten    | Personendaten              |
| ---------------- | -------------------------- |
| NAME             | Inagaki, Taruho            |
| ALTERNATIVNAMEN  | 稲垣 足穂 (japanisch)      |
| KURZBESCHREIBUNG | japanischer Schriftsteller |
| GEBURTSDATUM     | 26. Dezember 1900          |
| GEBURTSORT       | Ōsaka                      |
| STERBEDATUM      | 25. Oktober 1977           |